# أبو زيد (طرويل)
أبو زيد أو بيت زيد أو (نقحرة: بيسيت)هي بلدية تقع في مطرانيا ، مقاطعة طرويل في مقاطعة أرغون في إسبانيا . وفقًا لتعداد عام 2004 (INE) يبلغ عدد سكان البلدية 603 نسمة.
تعطي هذه المدينة اسمها لسلسلة جبال الحجر الجيري الضخمة بُرت أبو زيد التي ترتفع حولها. تنتمي البلدية إلى الشريط الناطق بالقطلونية في شرق أرغون المعروف باسم La Franja.

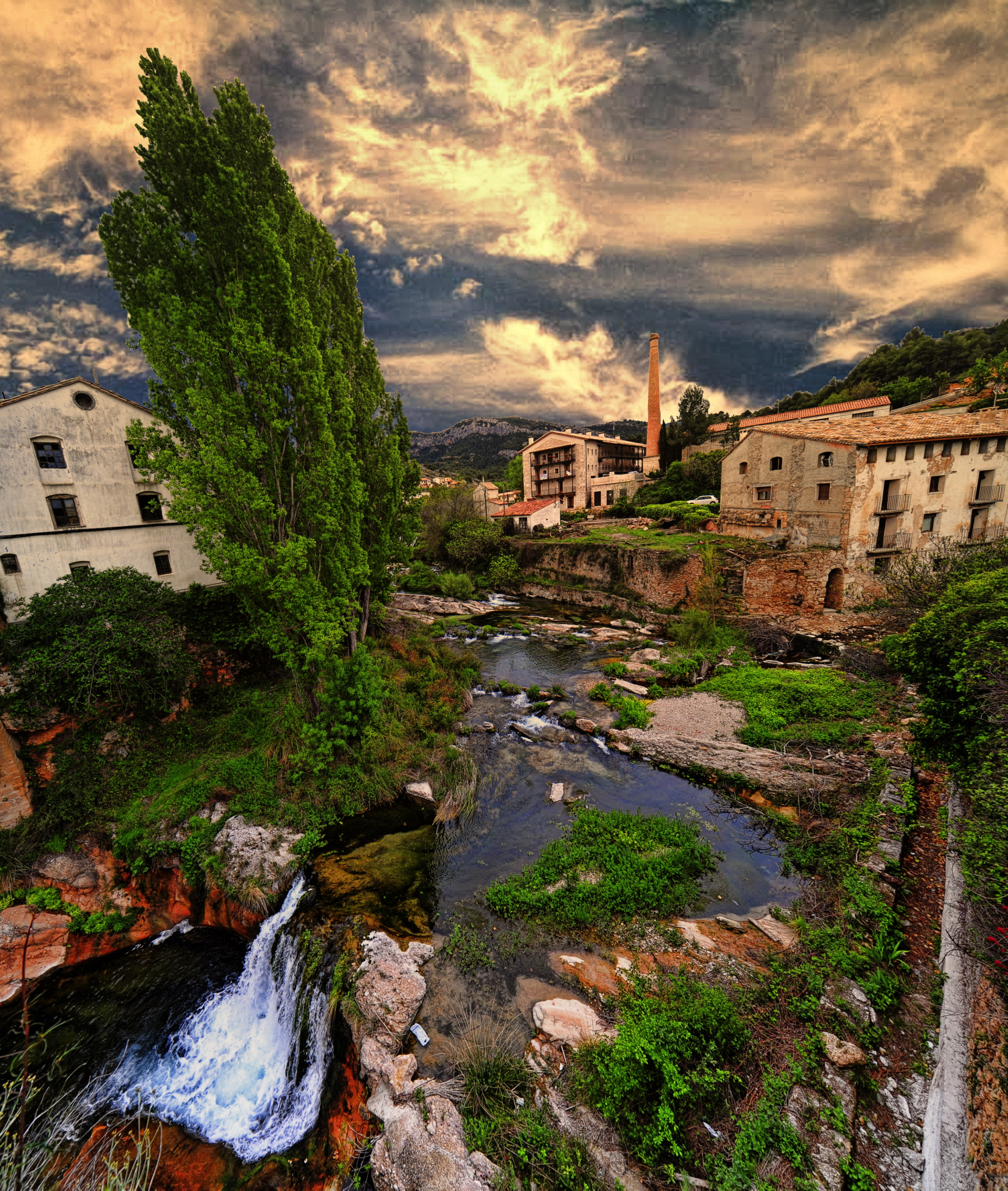
منظر للجسر فوق نهر المطرانيا